# RK Jeruzalem Ormož
Maillots
Actualités
Dernière mise à jour : 10 août 2014.
Le  RK Jeruzalem Ormož est un club de handball, situé a Ormož en Slovénie, évoluant en 1. A Liga.

## Histoire
- 1957 : fondation du RK Jeruzalem Ormož.
- 2005 : grâce à une troisième place, le club participera à la Coupe EHF.
- 2005 : le club se fait éliminer par les Portugais du Madeira Andebol SAD en seizième de finale de la Coupe EHF 2005-2006.

## Parcours européen
| Manche             | Date Aller      | Club               | Aller   | Total | Retour | Club                | Date Retour      |
| ------------------ | --------------- | ------------------ | ------- | ----- | ------ | ------------------- | ---------------- |
| Seizième de finale | 5 novembre 2005 | RK Jeruzalem Ormož | 28 - 28 | 53-54 | 26- 25 | Madeira Andebol SAD | 12 novembre 2005 |